# Place de la Porte-de-Pantin
La place de la Porte-de-Pantin est une voie située dans le quartier du Pont-de-Flandre et le quartier d'Amérique du 19e arrondissement de Paris.

## Situation et accès
La place de la Porte-de-Pantin est desservie par la ligne 5 du métro de Paris à la station Porte de Pantin.

## Origine du nom
Cette place est située à l'emplacement de l'ancienne porte de Pantin de l'enceinte de Thiers.

## Historique
La place a été créée et dénommée, en 1930, entre les anciens bastions nos 59 et 60 de l'enceinte de Thiers. À la suite de la déviation du boulevard Sérurier, cette place a été agrandie par l'absorption d'une partie de l'avenue Jean-Jaurès. Elle a été élargie lors de la réalisation du boulevard périphérique de Paris.